# Furcraea longaeva
Furcraea longaeva ist eine Pflanzenart aus der Gattung Furcraea in der Unterfamilie der Agavengewächse (Agavoideae). Das Artepitheton longaeva leitet sich von den lateinischen Worten longus für ‚lang‘ sowie aevurn für ‚Lebensdauer‘ ab und verweist auf die vermutete Langlebigkeit der Art. Die Art bildet innerhalb der Gattung Furcraea  die höchsten Blütenstände aus.

## Beschreibung
Furcraea longaeva wächst mit stammildenden Blattrosetten. Der unverzweigte Stamm erreicht Höhen von bis 5 Metern oder mehr. Die steif auswärts gebogenen, (schnal) lanzettlichen Laubblätter laufen etwas spitz zu. Ihre graue, konkave Blattspreite ist bis zu 200 Zentimeter lang und 8 bis 15 Zentimeter breit. Die Blattränder sind mit winzigen Randzähnen besetzt.
Der breit Blütenstand erreicht eine Höhe von 5 bis 13 Meter und hat einen kurzen Schaft. Ob er Bulbillen trägt, ist nicht bekannt. Die flaumhaarigen Blüten weisen eine Länge von 30 bis 40 Millimeter auf. Ihre Perigonblätter sind deutlich kürzer als der 20 bis 25 Millimeter lange Fruchtknoten.
Die länglichen Früchte sind an ihrer Basis verschmälert. Sie enthalten 4 Millimeter lange und 6 Millimeter breite Samen.

## Systematik und Verbreitung
Furcraea longaeva ist in den mexikanischen Bundesstaaten Guerrero, Oaxaca und Puebla verbreitet.
Die Erstbeschreibung durch Karl Heinrich Koch wurde 1768 veröffentlicht. Furcraea longaeva wird in der Gattung in die Sektion Serrulatae eingeordnet.
Synonyme sind Beschorneria floribunda hort. ex K.Koch (1862) und Furcraea longa J.J.Sm. (1897).

## Nachweise